# Giancarlo Baghetti
Giancarlo Baghetti (* 25. Dezember 1934 in Mailand; † 27. November 1995 ebenda) war ein italienischer Automobilrennfahrer, der als bislang einziger sein Debüt in der Formel-1-Weltmeisterschaft gewann. Der Große Preis von Frankreich 1961 blieb zwar sein einziger Sieg in der WM, er hatte allerdings schon seinen ersten Einsatz bei einem nicht zur Weltmeisterschaft zählenden Formel-1-Rennen gewonnen. In der als Fahrerweltmeisterschaft bezeichneten Saison 1950 errangen die erstmaligen Sieger zwangsläufig einen „Debütsieg“, Nino Farina im allerersten F1-WM-Lauf, zudem ebenfalls automatisch der Indy-500-Sieger, da das Rennen in Indianapolis auch zur Fahrerweltmeisterschaft gezählt wurde, obwohl ganz andere Fahrer und Wagen teilnahmen.

## Anfänge im Motorsport
Giancarlo Baghetti war der älteste Sohn einer Mailänder Industriellenfamilie. Nach dem Krieg besuchte er die höhere Schule und sollte später das Werk seines Vaters übernehmen. Schon früh bekam er Zugang zum Motorsport. Als Kind hatte er ein Miniaturauto mit einem 750-cm³-Motor. Mit 14 Jahren bekam er eine Innocenti Lambretta, mit der er als Jugendlicher bei einem Bergrennen die Klasse der Motorroller gewann.
1956 fuhr Baghetti mit einem Alfa Romeo 1900 TI sein erstes Rundstreckenrennen. Im folgenden Jahr startete er auf einem Alfa Romeo Giulietta Sprint in der 1300er GT-Klasse bei Bergrennen. 1958 gewann er zwei internationale Bergprüfungen und belegte bei der Mille Miglia, die in diesem Jahr als Rallye mit Sonderprüfungen ausgetragen wurde, den zweiten Platz bei den 1300ern. 1959 kaufte er einen Fiat-Abarth mit 700-cm³-Motor, den er erfolgreich bei zwei internationalen Rennen in Montlhéry einsetzte, woraufhin ihn Carlo Abarth in sein Team für Rekordfahrten in Monza nahm.
Ab 1960 fuhr Baghetti in der Formel Junior und siegte zweimal in Monza (27. März und 25. April 1960), jeweils knapp vor der damaligen italienischen Formel-Junior-Elite.
Ende der Saison 1960 vereinbarten die FISA (Federazione Italiana Scuderie Automobilistiche) – eine Vereinigung italienischer Rennteams (die Namensgleichheit mit dem internationalen Automobilsportverband war rein zufällig) – und Ferrari, 1961 einem jungen Italiener die Chance zum Aufstieg in die Formel 1 zu geben. Ferrari stellte den überarbeiteten 1960er Wagen der FISA zur Verfügung, die Giancarlo Baghetti als Fahrer auswählte.

## Karriere in Formel-, Sport- und Tourenwagen
Baghetti gewann mit dem Ferrari 156, den die FISA einsetzte, gleich sein erstes Formel-1-Rennen, den nicht zur Weltmeisterschaft zählenden Gran Premio di Siracusa, am 25. April 1961 vor Dan Gurney auf Porsche 718. Elf Wochen später, am 2. Juli 1961, siegte er beim Großen Preis von Frankreich. Seine besten Ergebnisse in der Saison 1962 waren der vierte Platz beim Großen Preis der Niederlande und der fünfte Platz beim Großen Preis von Italien. Baghetti fuhr in seinen ersten beiden Formel-1-Saisons insgesamt sieben Rennen, kam viermal ins Ziel und erreichte insgesamt 14 WM-Punkte.
Vor seinem Formel-1-Debüt startete Baghetti schon als Werksfahrer für Ferrari beim 12-Stunden-Rennen. Beim 1000-km-Rennen auf dem Nürburgring 1961 fuhr er zusammen mit Willy Mairesse einen Ferrari 250 GT auf den fünften Platz im Gesamtklassement; 1962 war er – ebenfalls auf Ferrari – Partner von Lorenzo Bandini.
Seine weiteren Einsätze in der Formel 1 waren weniger erfolgreich. Im Jahr 1963 startete er fünfmal für das ATS-Team (Automobili Tourismo Sport), 1964 sechsmal für B.R.M. und die Scuderia Centro Sud und in den folgenden drei Jahren absolvierte er jeweils ein Rennen beim Großen Preis von Italien für Brabham, Reg Parnell Racing und Lotus. Von 14 gestarteten Rennen konnte er lediglich sechs beenden. Weitere WM-Punkte erreichte er dabei nicht.
In den darauffolgenden Jahren startete Baghetti in der Tourenwagen-Europameisterschaft mit Alfa Romeo und Fiat Abarth. Abschließend wechselte er in die Formel 2 und beendete dort seine Rennfahrerkarriere nach einem schweren Unfall bei einem Rennen in Monza im Jahr 1968.
Später arbeitete er als Journalist und Fotograf in den Bereichen Motorsport und Mode.

## Statistik

### Statistik in der Automobil-Weltmeisterschaft
Diese Statistik umfasst alle Teilnahmen des Fahrers an der Automobil-Weltmeisterschaft, die heutzutage als Formel-1-Weltmeisterschaft bezeichnet wird.

#### Grand-Prix-Siege
- 1961  Großer Preis von Frankreich (Reims)

#### Gesamtübersicht
| Saison | Team                        | Chassis     | Motor                | Rennen | Siege | Zweiter | Dritter | Poles | schn. Rennrunden | Punkte | WM-Pos. |
| ------ | --------------------------- | ----------- | -------------------- | ------ | ----- | ------- | ------- | ----- | ---------------- | ------ | ------- |
| 1961   | FISA                        | Ferrari 156 | Ferrari 1.5 V6       | 1      | 1     | −       | −       | −     | −                | 9      | 9.      |
| 1961   | Scuderia Sant’Ambroeus      | Ferrari 156 | Ferrari 1.5 V6       | 2      | −     | −       | −       | −     | 1                | 9      | 9.      |
| 1962   | Scuderia Ferrari            | Ferrari 156 | Ferrari 1.5 V6       | 4      | −     | −       | −       | −     | −                | 5      | 11.     |
| 1963   | Automobili Turismo e Sport  | A.T.S. 100  | A.T.S. 1.5 V8        | 5      | −     | −       | −       | −     | −                | −      | NC      |
| 1964   | Scuderia Centro Sud         | BRM P57     | BRM 1.5 V8           | 6      | −     | −       | −       | −     | −                | −      | NC      |
| 1965   | Brabham Racing Organisation | Brabham BT7 | BRM 1.5 V8           | 1      | −     | −       | −       | −     | −                | −      | NC      |
| 1966   | Reg Parnell Racing          | Ferrari 246 | Ferrari 2.4 V6       | 1      | −     | −       | −       | −     | −                | −      | NC      |
| 1967   | Team Lotus                  | Lotus 49    | Ford-Cosworth 3.0 V8 | 1      | −     | −       | −       | −     | −                | −      | NC      |
| Gesamt | Gesamt                      | Gesamt      | Gesamt               | 21     | 1     | −       | −       | −     | 1                | 14     |         |

#### Einzelergebnisse
| Saison | 1   | 2   | 3 | 4   | 5   | 6   | 7   | 8   | 9 | 10 | 11 |
| ------ | --- | --- | - | --- | --- | --- | --- | --- | - | -- | -- |
| 1961   |     |     |   |     |     |     |     |     |   |    |    |
|        |     |     | 1 | DNF |     | DNF |     |     |   |    |    |
| 1962   |     |     |   |     |     |     |     |     |   |    |    |
| 4      |     | DNF |   |     | 10  | 5   |     |     |   |    |    |
| 1963   |     |     |   |     |     |     |     |     |   |    |    |
|        | DNF | DNF |   |     |     | 15  | DNF | DNF |   |    |    |
| 1964   |     |     |   |     |     |     |     |     |   |    |    |
| DNA    | 10  | 8   |   | 12  | DNF | 7   | 8   |     |   |    |    |
| 1965   |     |     |   |     |     |     |     |     |   |    |    |
|        |     |     |   |     |     |     | DNF |     |   |    |    |
| 1966   |     |     |   |     |     |     |     |     |   |    |    |
|        |     |     |   |     |     | NC  |     |     |   |    |    |
| 1967   |     |     |   |     |     |     |     |     |   |    |    |
|        |     |     |   |     |     |     |     | DNF |   |    |    |

| Legende  | Legende            | Legende                                                          |
| Farbe    | Abkürzung          | Bedeutung                                                        |
| -------- | ------------------ | ---------------------------------------------------------------- |
| Gold     | –                  | Sieg                                                             |
| Silber   | –                  | 2. Platz                                                         |
| Bronze   | –                  | 3. Platz                                                         |
| Grün     | –                  | Platzierung in den Punkten                                       |
| Blau     | –                  | Klassifiziert außerhalb der Punkteränge                          |
| Violett  | DNF                | Rennen nicht beendet (did not finish)                            |
| Violett  | NC                 | nicht klassifiziert (not classified)                             |
| Rot      | DNQ                | nicht qualifiziert (did not qualify)                             |
| Rot      | DNPQ               | in Vorqualifikation gescheitert (did not pre-qualify)            |
| Schwarz  | DSQ                | disqualifiziert (disqualified)                                   |
| Weiß     | DNS                | nicht am Start (did not start)                                   |
| Weiß     | WD                 | zurückgezogen (withdrawn)                                        |
| Hellblau | PO                 | nur am Training teilgenommen (practiced only)                    |
| Hellblau | TD                 | Freitags-Testfahrer (test driver)                                |
| ohne     | DNP                | nicht am Training teilgenommen (did not practice)                |
| ohne     | INJ                | verletzt oder krank (injured)                                    |
| ohne     | EX                 | ausgeschlossen (excluded)                                        |
| ohne     | DNA                | nicht erschienen (did not arrive)                                |
| ohne     | C                  | Rennen abgesagt (cancelled)                                      |
| ohne     | keine WM-Teilnahme |                                                                  |
| sonstige | P/fett             | Pole-Position                                                    |
| sonstige | 1/2/3/4/5/6/7/8    | Punktplatzierung im Sprint-/Qualifikationsrennen                 |
| sonstige | SR/kursiv          | Schnellste Rennrunde                                             |
| sonstige | *                  | nicht im Ziel, aufgrund der zurückgelegten Distanz aber gewertet |
| sonstige | ()                 | Streichresultate                                                 |
| sonstige | unterstrichen      | Führender in der Gesamtwertung                                   |

### Le-Mans-Ergebnisse
| Jahr | Team                       | Fahrzeug                           | Teamkollege         | Platzierung | Ausfallgrund     |
| ---- | -------------------------- | ---------------------------------- | ------------------- | ----------- | ---------------- |
| 1961 | Scuderia Ferrari SpA       | Ferrari 250 GT/TR SWB Experimental | Fernand Tavano      | Ausfall     | Motorschaden     |
| 1962 | Spa Ferrari SEFAC          | Ferrari Dino 268SP                 | Ludovico Scarfiotti | Ausfall     | Kupplungsschaden |
| 1964 | Spa Ferrari SEFAC          | Ferrari 275P                       | Umberto Maglioli    | Ausfall     | Unfall           |
| 1965 | Spa Ferrari SEFAC          | Ferrari Dino 166P                  | Mario Casoni        | Ausfall     | Motorschaden     |
| 1967 | North American Racing Team | Ferrari 330P                       | Pedro Rodríguez     | Ausfall     | Kolbenschaden    |
| 1968 | Autodelta SpA              | Alfa Romeo Tipo 33                 | Nino Vaccarella     | Ausfall     | Benzinpumpe      |

### Sebring-Ergebnisse
| Jahr | Team                       | Fahrzeug       | Teamkollege      | Teamkollege    | Teamkollege        | Platzierung | Ausfallgrund |
| ---- | -------------------------- | -------------- | ---------------- | -------------- | ------------------ | ----------- | ------------ |
| 1961 | Sefac Automobile Ferrari   | Ferrari 250TRI | Richie Ginther   | Willy Mairesse | Wolfgang von Trips | Rang 2      |              |
| 1965 | Kleiner Racing Enterprises | Ferrari 275P   | Umberto Maglioli |                |                    | Rang 8      |              |

### Einzelergebnisse in der Sportwagen-Weltmeisterschaft
| Saison | Team                                        | Rennwagen                                                    | 1   | 2   | 3   | 4   | 5   | 6   | 7   | 8   | 9   | 10  | 11  | 12  | 13  | 14  | 15  | 16  | 17  | 18  | 19  | 20  | 21  | 22  |
| ------ | ------------------------------------------- | ------------------------------------------------------------ | --- | --- | --- | --- | --- | --- | --- | --- | --- | --- | --- | --- | --- | --- | --- | --- | --- | --- | --- | --- | --- | --- |
| 1961   | Scuderia Ferrari                            | Ferrari 250TRI Ferrari 250 GT Ferrari Dino 246SP             | SEB | TAR | NÜR | LEM | PES |     |     |     |     |     |     |     |     |     |     |     |     |     |     |     |     |     |
| 1961   | Scuderia Ferrari                            | Ferrari 250TRI Ferrari 250 GT Ferrari Dino 246SP             | 2   |     | 5   | DNF | DNF |     |     |     |     |     |     |     |     |     |     |     |     |     |     |     |     |     |
| 1962   | Scuderia Ferrari                            | Ferrari Dino 196SP Ferrari Dino 268SP                        | DAY | SEB | SEB | MAI | TAR | BER | NÜR | LEM | TAV | CCA | RTT | NÜR | BRI | BRI | PAR |     |     |     |     |     |     |     |
| 1962   | Scuderia Ferrari                            | Ferrari Dino 196SP Ferrari Dino 268SP                        |     |     |     |     | 2   |     | DNF | DNF |     |     |     |     |     |     |     |     |     |     |     |     |     |     |
| 1963   | Porsche                                     | Porsche 718                                                  | DAY | SEB | SEB | TAR | SPA | MAI | NÜR | CON | ROS | LEM | MON | WIS | TAV | FRE | CCE | RTT | OVI | NÜR | MON | MON | TDF | BRI |
| 1963   | Porsche                                     | Porsche 718                                                  | 7   |     |     |     |     |     |     |     |     |     |     |     |     |     |     |     |     |     |     |     |     |     |
| 1964   | Scuderia Centro Sud Abarth Scuderia Ferrari | ATS 2500 GT Coupé Abarth-Simca 2000 Ferrari 275P             | DAY | SEB | TAR | MON | SPA | CON | NÜR | ROS | LEM | REI | FRE | CCE | RTT | SIM | NÜR | MON | TDF | BRI | BRI | PAR |     |     |
| 1964   | Scuderia Centro Sud Abarth Scuderia Ferrari | ATS 2500 GT Coupé Abarth-Simca 2000 Ferrari 275P             |     |     | DNF |     | DNF |     |     |     | DNF |     |     |     |     |     |     |     |     |     |     |     |     |     |
| 1965   | Kleiner Racing Enterprises Scuderia Ferrari | Ferrari 275P Ferrari Dino 166P Ferrari 275P2 Ferrari 275 GTB | DAY | SEB | BOL | MON | MON | RTT | TAR | SPA | NÜR | MUG | ROS | LEM | REI | BOZ | FRE | CCE | OVI | NÜR | BRI | BRI |     |     |
| 1965   | Kleiner Racing Enterprises Scuderia Ferrari | Ferrari 275P Ferrari Dino 166P Ferrari 275P2 Ferrari 275 GTB |     | 8   |     |     | DNF |     | DNF |     | 13  |     |     | DNF |     |     |     |     |     |     |     |     |     |     |
| 1966   | Abarth Scuderia Ferrari                     | Abarth 1300 OT Ferrari Dino 206S                             | DAY | SEB | MON | TAR | SPA | NÜR | LEM | MUG | CCE | HOK | SIM | NÜR | ZEL |     |     |     |     |     |     |     |     |     |
| 1966   | Abarth Scuderia Ferrari                     | Abarth 1300 OT Ferrari Dino 206S                             |     |     | 14  | 2   |     |     |     |     |     |     |     |     |     |     |     |     |     |     |     |     |     |     |
| 1967   | Autodelta NART                              | Alfa Romeo T33 Ferrari 330P                                  | DAY | SEB | MON | SPA | TAR | NÜR | LEM | HOK | MUG | BRH | CCE | ZEL | OVI | NÜR |     |     |     |     |     |     |     |     |
| 1967   | Autodelta NART                              | Alfa Romeo T33 Ferrari 330P                                  |     |     |     |     | DNF | DNF | DNF |     |     |     |     |     |     |     |     |     |     |     |     |     |     |     |
| 1968   | Algar Enterprises Autodelta                 | Lancia Fulvia Alfa Romeo T33                                 | DAY | SEB | BRH | MON | TAR | NÜR | SPA | WAT | ZEL | LEM |     |     |     |     |     |     |     |     |     |     |     |     |
| 1968   | Algar Enterprises Autodelta                 | Lancia Fulvia Alfa Romeo T33                                 | DNF |     | 14  |     | 6   |     |     |     |     | DNF |     |     |     |     |     |     |     |     |     |     |     |     |